# Lionheart (album de Saxon)
Pour les articles homonymes, voir Lionheart.
Albums de Saxon
Killing Ground
(2001) The Inner Sanctum
(2007)
Lionheart est le seizième album du groupe Saxon, il est sorti en 2004. L'album est resorti le 17 février 2006 dans une version digipack limitée (10 000 copies) ; ce pack comprenait un DVD avec des bonus vidéos.
L'album contient des chansons ayant beaucoup plu aux fans en particulier les chansons Witchfinder General, Man and Machine et Lionheart.

## Titres
Toutes les chansons sont écrites et composées par Biff Byford/Paul Quinn/Doug Scarratt/Nibbs Carter.
| No  | Titre                  | Durée |
| --- | ---------------------- | ----- |
| 1.  | Witchfinder General    | 4:49  |
| 2.  | Man and Machine        | 3:28  |
| 3.  | The Return             | 1:18  |
| 4.  | Lionheart              | 6:04  |
| 5.  | Beyond the Grave       | 4:55  |
| 6.  | Justice                | 4:26  |
| 7.  | To Live by the Sword   | 4:10  |
| 8.  | Jack Tars              | 0:57  |
| 9.  | English Man 'O' War    | 4:08  |
| 10. | Searching for Atlantis | 5:54  |
| 11. | Flying on the Edge     | 4:54  |

Le groupe a également tourné un clip-vidéo du titre Beyond the Grave.

## Composition du groupe
- Biff Byford, chant, basse[1]
- Paul Quinn, guitare
- Doug Scarratt, guitare
- Nibbs Carter, basse, claviers, batterie[1]
- Jörg Michael, batterie
- Chris Stubley (claviers sur "Lionheart")

## Crédits
- Produit & réalisé par Charlie Bauerfeind
- Producteur exécutif : Biff Byford
- Enregistré aux Gems 24 (Boston, Lincolnshire, Angleterre)
- Pochette : Paul Raymond Gregory (Artwork), Sandra Hiltmann (Booklet design - SPV Graphics)
- Management : Thomas Jensen

## Charts
Album
| Année | Pays      | Position |
| ----- | --------- | -------- |
| 2004  | Allemagne | 44       |
| 2004  | Suède     | 57       |
| 2004  | Suisse    | 62       |
| 2004  | France    | 103      |
| 2004  | Grèce     | 44       |